# یافا (میوه)

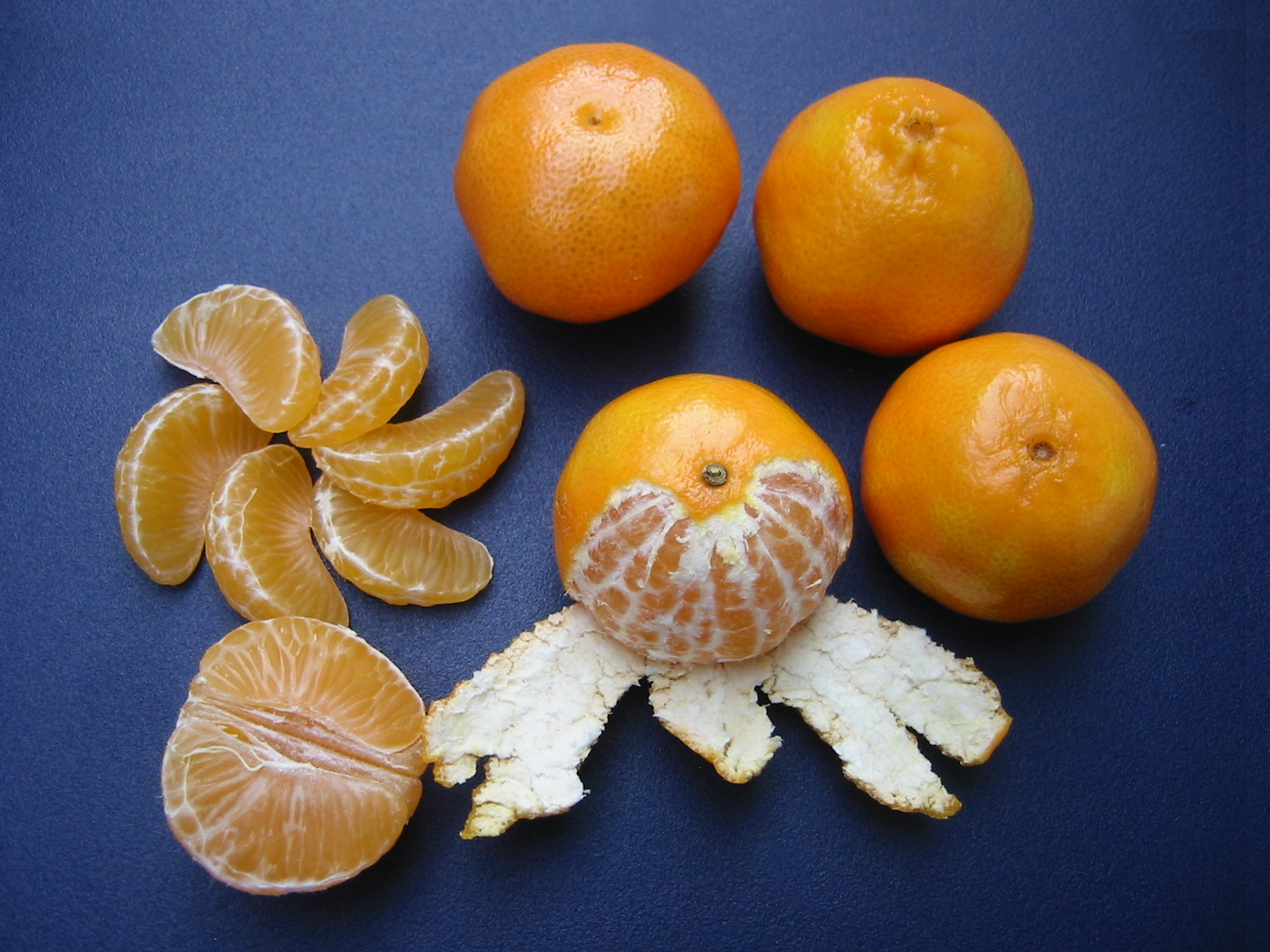
پنج یافا به صورت کامل، پوست کنده شده، نیمه و پرپر شده

یافا یا کلمنتین (به انگلیسی: Clementine) گونه‌ای از مرکبات از خانواده نارنگی است که دارای ظاهری صاف و براق است. پوست آن‌ها به راحتی با دست مانند نارنگی جدا می‌شود. آب‌دار و شیرین و دارای خاصیت اسیدی کمتر از پرتقال است. روغن آن‌ها، مانند دیگر میوه‌های خانواده مرکبات، حاوی ترکیبات زیادی لیمونن، میرسن، لینالول، آلفا-پینن و بسیاری از آروماتیک‌های پیچیده‌است.
این میوه آب و هوای منطقه شمال ایران را می‌پذیرد و در برخی از مناطق جنوبی کشور مانند دلفارد جیرفت و دامنه‌های خنک آن نیز پرورش داده می‌شود. این گیاه نسبتاً مقاوم در برابر سرما و نیازمند خاک‌های سبک است و نیاز بسیار به آبیاری دارد.
از یافا به اشتباه نارنگی یاد می‌شود در واقع یافا یک میوه دیگر است با نام انگلیسی: clementine ولی نارنگی با نام به انگلیسی: tangerine است. نارنگی و یافا هر دو میوه های پیوندی حاصل از ماندارین‌های کوچک هستند که بعد از خانواده پرتقال شیرین که شامل گونه های با سایز بزرگ‌تر همچون پرتقال ناول و پرتقال خونی است، دومین خانواده بزرگ مرکبات محسوب می‌شوند.

## خصوصیات یافا
یافا نیز مانند نارنگی نوعی ماندارین است که طعم شیرینی داشته و پوست آن به راحتی جدا می شود. برخی تفاوت های ظاهری یافا و نارنگی عبارتند از:
- یافا کمی کوچک‌تر از نارنگی است
- رنگ یافا روشن تر از نارنگی و پوست آن نیز لطیف‌تر و درخشان‌تر است.
- پوست یافا نسبت به نارنگی راحت‌تر جدا می‌شود و نازک تر است
- یافا نسبت به نارنگی کمی بیضی شکل است و یک لکه مسطح در بالا و پایین آن وجود دارد
- این میوه نیز مانند نارنگی در برابر هوای سرد مقاومت بیشتری دارد[۵]